# Richard Bornheim
Wilhelm Richard Franeo Bornheim gnt. Schilling (geboren am 11. Juli 1885 in Köln; gest. nach 1950) war ein deutscher Verwaltungsbeamter, Bürgermeister und zuletzt Landrat im Landkreis Altenkirchen.

## Leben

### Herkunft und Werdegang
Der aus Köln gebürtige Bornheim war der Sohn des Kaufmannes Mathias Bornheim (1852–1899). Nach dem Abitur studierte er an den Universitäten in Paris (Sorbonne), Zürich und Bonn. Während des Ersten Weltkriegs legte er in Köln an der Hochschule für Kommunal- und Sozialverwaltung am 21. Juli 1915 das Sozialbeamten-Diplom ab, an das sich Tätigkeiten bei der Stadtverwaltung Köln, auf dem Bürgermeisteramt in Liblar und dem Landratsamt Bergheim anschlossen. Von 1920 bis 1933 war er Bürgermeister in Kirchherten (Amt Pütz), wo 1931 auch seine Mutter Anna Maria Bornheim, geb. Lob starb. Nach der Machtergreifung durch die Nationalsozialisten dort 1933 entlassen, betätigte sich Bornheim bis zu dem Entzug seiner Zulassung im Jahr 1939 durch das Landesfinanzamt als Steuerberater und Wirtschaftsprüfer in Köln, wo er sich auch während der Kriegsjahre als Wirtschaftsberater aufhielt.

### 1945 bis 1950
Nach Ende des Zweiten Weltkriegs wurde Bornheim in der Nachfolge von Wilhelm Boden am 20. Juni 1945 als Landrat in Altenkirchen eingesetzt, Auf der Ministerratssitzung am 7. Mai 1948 des Landes Rheinland-Pfalz war auch die Abberufung Bornheims als Altenkirchener Landrat einer der Tagesordnungspunkte. Als Gründe wurden diverse Meinungsverschiedenheiten sowohl mit den Parteien als auch der Militärverwaltung benannt. Seine künftige Verwendung war noch nicht geklärt, als Option wurde das Wirtschaftsministerium genannt, doch solle Staatssekretär Steinlein Bornheim erst hinsichtlich künftiger Beschäftigungsmöglichkeiten überprüfen.
Dem vorausgegangen war auch ein Justizverfahren gegen Richard Bornheim. Im Februar 1947 verurteilte ihn das Militärgericht Montabaur zu sechs Monaten Gefängnis und einer Geldstrafe wegen der widerrechtlichen Ausfuhr von Schlachtvieh. Bornheim hatte zuvor in Abstimmung und nach Übereinkunft mit dem Kreisversammlungsausschuss junge Fahrochsen in den Landkreis Altenkirchen eingeführt, im Gegenzug gegen Schlachtvieh. Das oberste Militärgericht in Bad Ems sprach Bornheim hingegen von allen Anwürfen frei. Während des Verfahrens gaben sowohl der Kreisversammlungsausschuss, als auch 132 Mitarbeiter der Kreisverwaltung Altenkirchen sowie die „Vereinigung der politisch Verfolgten des Naziregimes“ Solidarerklärungen ab. Innenminister Steffan verwandte sich ebenso für Bornheim. Noch während der Ministerratssitzung am 7. Mai 1948 war Hanns Sinzig zu Bornheims Nachfolger ernannt worden. Letztlich wurde Bornheim am 7. Mai 1948 von seinem Amt in Altenkirchen abberufen, in den Wartestand versetzt und 1950 pensioniert.
Unter den Landräten des Regierungsbezirks Koblenz entstand während Bornheims Amtszeit Unruhe, wegen der Aufnahme von 150.000 aus Österreich deportierter Reichsdeutscher. Dabei bestand ein Missverständnis dahingehend, dass diese auf die gesamte französische Zone zu verteilen waren und nicht nur auf den Verwaltungsbezirk Koblenz. In internen Schriftstücken wurde vor der Möglichkeit der Überfremdung gewarnt. Bornheim teilte dabei Bodens Einschätzung, wonach der Zustrom an Fremden mit einem Zustrom an Nationalsozialisten einhergehe.

„Man kann mit Sicherheit annehmen, daß eine große Anzahl sogenannter Evakuierter noch gar nicht daran denkt, in die Heimat zurückzukehren, weil sie dort als frühere Nazis sofort erkannt und kaltgestellt werden würden. In der durchaus nicht falschen Berechnung, daß durch die Kriegsereignisse NSDAP-Mitgliederkarteien, Listen usw. vernichtet wurden, bleiben sie auf dem Lande, spielen den Harmlosen, wenn nicht sogar den Antifaschisten und versuchen, sich seßhaft zu machen und sogar ein Gewerbe auszuüben.“

### Familie
Aus Richards Ehe (Heirat 23. August 1913 in Köln) mit Victoria Speckhan (geboren 1889 in Köln-Nippes), der Tochter von Franz Josef Speckhan und Katharina von Bornheim gen. Schilling ging der Sohn Werner hervor., der von 1946 bis 1980 Landeskonservator von Rheinland-Pfalz war.